# Thaumastoderma swedmarki
Thaumastoderma swedmarki är en djurart som tillhör fylumet bukhårsdjur, och som beskrevs av Claude Lévi 1950. Thaumastoderma swedmarki ingår i släktet Thaumastoderma och familjen Thaumastodermatidae. Inga underarter finns listade i Catalogue of Life.